# تعبير شفهي
التعبير الشفهي، هو التعبير والإيضاح عن الأفكار أو المشاعر شفاهة أو كتابة بلغة عربية تناسب المستمعين، كما أنه وسيلة للتواصل والتفاهم بين الفرد وبقية أفراد المجتمع الذي يعيش فيه.

## مفهوم التعبير الشفوي
- القدرة على استخدام الأصوات اللغوية في نقل الأفكار والمشاعر وتحقيق مختلف الأغراض الاتصالية، ويتضمن القدرة علي التفكير واستخدام الإشارات المختلفة في توضيح المعنى [1]
- فن نقل الاعتقادات، والعواطف والاتجاهات، والأفكار، والأحداث إلى الآخرين، ووهو مزيج من العناصر التالية: التفكير بما يتضمنه من عمليات عقلية، واللغة بوصفها صياغة للأفكار والمشاعر، والصوت لحمل الكلمات والأفكار، والتعبير الملمحي [2]
- فن نقل المعلومات والمعارف والخبرات والمشاعر والأحاسيس والآراء والرؤى، والحقائق والمبادئ والمفاهيم والنظريات من شخص إلى آخر، بحيث يقع كل هذا من المستمع موقع القبول والتفاعل [3]

## أهداف التعبير الشفوي
- تعويد المتعلم على إجادة النطق وطلاقة اللسان وتمثيل المعاني.
- تعويد المتعلم التفكير المنطقي، وترتيب الأفكار، وربط بعضها ببعض.
- تنمية الثقة بالنفس من خلال مواجهة زملائه في الفصل أو المدرسة أو خارج المدرسة.
- تمكين المتعلم من التعبير عما يدور حوله من موضوعات ملائمة تتصل بحياته وتجاربه وأعماله داخل المدرسة، وخارجها في عبارات سليمة.
- تشجيع المتعلم على التلقائية والطلاقة والتعبير من غير تكلف.
- التغلب على بعض العيوب النفسية التي قد تصيب المتعلم وهو صغير كالخجل، أو اللجلجة في الكلام، أو الانطواء.
- زيادة نمو المهارات والقدرات التي بدأت تنمو عند المتعلم في فنون التعبير الوظيفي من مناقشة وعرض للأفكار والآراء وإلقاء الكلمات والخطب.
- الكشف عن الموهوبين من التلاميذ في مجال الخطابة والارتجال وسرعة البيان في القول والسداد في الأداء.
- تعزيز الجانب الآخر من التعبير، وهو التعبير التحريري مما يكتسبه التلميذ من ثروة لغوية، وتركيبات بلاغية، ومأثورات أدبية.
- تهذيب الوجدان، والشعور بالمتعلم ليصبح فردًا في جماعته القومية والإنسانية.
- دفع المتعلم إلى ممارسة التخيل والابتكار .
- إكساب المتعلم القدرة على قص القصص والحكايات.
- إكساب المتعلم القدرة على مجالسة الناس ومجاملتهم بالحديث.
- إكساب المتعلم القدرة على التعليق على الأخبار والأحداث.
- إكساب المتعلم القدرة على البحث عن الحقائق والمعلومات والمفاهيم في مصادرها المختلفة والمتاحة .
- توفير الفرصة للمتعلم للتعبير عن ذاته وإثباتها واستقلال شخصيته، والكشف عن الاستعدادات القيادية.[4]

## أسس التعبير الشفهي
يقوم التعبير الشفهي على ركائز أساسية وهي:
1. المعنوية: وهي الأفكار (أي ما يدور في ذهن المتحدث من عمليات عقلية ولغوية) مثل اختيار الكلام، والتفكير، وعملية استرجاع الرموز في ذاكرة نشطة، وإدخالها في علاقة رموز مع أخرى.
2. اللفظية: وهي العبارات أو الجمل والأساليب التي ينطق بها المتحدث معبراً عن الفكرة أو المجموعة من الأفكار التي توجد في ذاكرته، والتي يود نقلها إلى الآخرين.
3. الصوتية: وتتمثل في عنصر الأداء اللغوي، أو الكلام في الموقف الفعلي وذلك وفق القواعد التي يسير الكلام وفقاً لها.
4. الإشارية: وتمثل في عنصر الأداء المصاحب للتعبير، من إشارات أو تلميحات، أو إيماءات بأي تغيير في حركات الجسم، مما يساعد على زيادة التوضيح أو العمل على التأثير في المستمع.

## مراحل التعبير الشفوي
يمر التعبير الشفوي بثلاث مراحل مهمة وضرورية لنجاح عملية التعبير الشفوي لضمان استيفاء كافة جوانبه؛ حتى لا يبدو الحديث ناقصا أو مبتورا، وتتمثل هذه المراحل فيما يلي:
- الإعداد للحديث : بما يتطلبه ذلك من إعداد جيد يساعد على خفض القلق، وبما يضمن عدم النسيان أو الخوض في حقائق لا تنتمي إلى الحديث.
- مرحلة توجيه الحديث : وتتضمن حسن الاستهلال والعرض المنظم، واستخدام اللغة المناسبة للموضوع مع الاهتمام بالتواصل غير اللفظي مع المستمع، بالإضافة إلي الحرص على عدم الإطالة تجنبا للملل، وأخيرا الحرص على الخاتمة الجيدة التي توجز الموضوع.
- مرحلة تقويم الحديث : وهذه المرحلة مهمة لوقوف المتحدث على مدى نجاح حديثه في تحقيق أهدافه، فهي توفر له تغذية مرتجعة تمكنه من تحسين حديثه .[5]

أن تعبير المتعلم عما في نفسه تعبيراً شفوياً سليماً بلغة خالية من الغموض والتعقيد هدفاً رئيساً من أهداف تعليم اللغة، ولا يمكن أن يصل التعبير الشفوي إلى هذا المستوى إلا من خلال تحقيق عدة جوانب تسهم في تحقيق الهدف من تدريس هذا النوع من التعبير، وتحقيق الهدف في جانب اللغة يتأتى بكثرة التدريب، والممارسة الفعلية للحديث. وأبرز ما يحققه التعبير ما يلي:
1. الثقة في النفس وذلك من خلال المواقف المكررة المختلفة التي يقف فيها في مواجهة زملائه، وحينما يعتاد هذه المواجهة وتصبح أمرًا مألوفًا يمكنه مواجهة مجموعة أخرى من الناس دون خوف أو تردد.أو خجل
2. التغلب على بعض أمراض النطق؛ خصوصًا وأن الكثير منها يعود لأسباب نفسية أو مواقف اجتماعية أُحبط فيها أثناء الكلام أو وُوجه بالحرج أو القمع سواء في البيت أو في غيره، والتعبير الشفهي يساعد على تخطي ما يترتب على تلك المواقف .
3. الرغبة في زيادة الخبرات الشخصية وهذا عن طريق منافذ المعرفة المختلفة؛ لأن هذه الخبرات تمنحه فرصة الحديث، وتلفت نظر الآخرين إليه، وتجعلهم ينظرون إليه نظرة احترام وتقدير.
4. 'الجانب القيادي ينمو هذا الجانب لدى المتعلم من حيث أنه يشعر باستقلال شخصيته وقدرته على إثبات ذاته، كما يشعر بكيانه الاجتماعي وسط جماعة الرفاق.

## أهمية التعبير الشفوي
أهمية التعبير الشفوي تكمن في أداة الاتصال السريع بين الفرد وغيره، والنجاح فيه يحقق الكثير من الأغراض في شتى ميادين الحياة ودروبها. فالعصر الذي نعيشه يتسم بأنه عصر الانفجار المعرفي، فحجم المعرفة يتضاعف، كما يتسم بأنه عصر العلم وتطبيقاته التكنولوجية، ويتسم أيضا بأنه عصر المد الديمقراطي، وكل هذا يتطلب من الإنسان أن يفكر فيما يقول، وأن ينتقى كلماته وأفكاره، ويعرض فكره بصورة منطقية معقولة، ويخطط لما سيقول ولا يمكن أن يحدث كل هذا إلا بنوع من التعلم المنظم، ومن أجل هذا يوجد اهتمام بالغ في كثير من الدول المتقدمة بلغة الكلام، وبالشروط التي تساعد المتعلم على إتقان الحديث في المجالات الحيوية المختلفة 